# 埃維亞市

埃維亞市（西班牙語：Municipio Hevia），是委內瑞拉的一個市，位於該國西南部塔奇拉州，首府設於拉弗里亞，始建於1853年，面積910平方公里，海拔高度127米，2011年人口57,568，人口密度每平方公里46人。